# Cộng hòa tự trị Nakhchivan
Cộng hòa tự trị Nakhchivan (tiếng Azerbaijani: Naxçıvan Muxtar Respublikası) là một lãnh thổ tách rời không giáp biển của Cộng hòa Azerbaijan. Khu vực có diện tích 5.500 km² và có biên giới với các tỉnh Armavir, Ararat, Vayots Dzor, Syunik của Armenia (221 km) ở phía đông và bắc, các tỉnh Tây Azerbaijan và Đông Azerbaijan của Iran (179 km) ở phía nam và tây, và tỉnh Iğdır của Thổ Nhĩ Kỳ (15 km) ở phía tây bắc.

## Lịch sử
Nakhchivan có một lịch sử lâu dài từ thời đại đồ đá mới. Sau một nghìn năm nằm dưới quyền cai trị của người Armenia—xem giữa là các thời kỳ cai trị người Ả Rập và người Turk—Nakhchivan trở thành một phần của triều đại Safavid tại Ba Tư trong thế kỷ 16. Sau cuộc chiến cuối cùng giữa Nga và Ba Tư và Hiệp định Turkmenchay, Nakhchivan trở thành vùng đất thuộc sở hữu của đế quốc Nga vào năm 1828.
Sau Cách mạng Tháng Hai, Nakhchivan và các vùng xung quanh thuộc thẩm quyền quản lý của Ủy ban Ngoại Kavkaz Đặc biệt thuộc Chính phủ lâm thời Nga và Cộng hòa Dân chủ Liên bang Ngoại Kavkaz tồn tại ngắn ngủi. Khi CHDCLB Ngoại Kavkaz bị giải tán vào tháng 5 năm 1918, Nakhchivan, Nagorno-Karabakh, Zangezur (nay là tỉnh Syunik của Armenia), và Qazakh trở thành các vùng tranh chấp giữa các nhà nước mới thành lập và tồn tại ngắn ngủi: Cộng hòa Dân chủ Armenia và Cộng hòa Dân chủ Azerbaijan. Tháng 6 năm 1918, khu vực bị Ottoman xâm chiếm. Theo các điều khoản của Hiệp định đình chiến Mudros, người Ottoman đã chấp thuận rút quân của họ ra khỏi Ngoại Kavkaz để mở đường cho quân Anh tiến vào chiếm đóng vào lúc kết thúc Chiến tranh thế giới thứ nhất.

## Hiện đại
Tháng 7 năm 1920, Liên Xô đã xâm chiếm khu vực và đến ngày 28 tháng 7 thì tuyên bố thành lập Cộng hòa Xã hội Chủ nghĩa Xô viết tự trị Nakhchivan có "quan hệ chặt chẽ" với Cộng hòa Xã hội chủ nghĩa Xô viết Azerbaijan, bắt đầu bảy mươi năm Xô viết cai trị khu vực. Vào tháng 1 năm 1990, Nakhchivan tuyên bố độc lập từ Liên Xô để phản đối việc đàn áp các phong trào dân tộc tại Azerbaijan, và trở thành Cộng hòa tự trị Nakhchivan trong thành phần Cộng hòa Azerbaijan một năm sau đó.
Cộng hòa tự trị Nakhchivan được quốc tế công nhận là một khu vực tự trị của Azerbaijan, có cơ quan lập pháp được bầu cử. Khu vực tiếp tục chịu ảnh hưởng từ xung đột giữa Armenia và Azerbaijan và về mặt chính trị bị biệt lập với các nước xung quanh. Thủ đô hành chính của nước cộng hòa là thành phố Nakhchivan. Từ năm 1995, Vasif Talibov là người đứng đầu Cộng hòa tự trị Nakhchivan.